# Beli Breg (Aleksinac)
Beli Breg (kyrillisch:Бели Брег) ist ein Dorf in Ostserbien.

## Geographie und Bevölkerung
Das Dorf liegt in der Opština Aleksinac im Nišavski okrug im Osten des Landes auf 282 Meter über dem Meeresspiegel. Beli Breg hatte bei der Volkszählung von 2011 222 Einwohner, während es 2002 noch 269 waren. Nach den letzten drei Bevölkerungsstatistiken fällt die Einwohnerzahl weiter. 
Die Bevölkerung von Beli Breg stellen mehrheitlich zu 98 % Serbisch-orthodoxe Serben, zudem leben ebenfalls 3 orthodoxe Mazedonen und ein Jugoslawe in Beli Breg. Der Ort besteht aus 101 Haushalten. 
Beli Breg liegt 15 km südöstlich von der Gemeindehauptstadt Aleksinac entfernt. Das Dorf liegt nahe der Südlichen Morava. Im Ort steht keine Serbisch-orthodoxe Kirche.

### Demographie
| Jahr | Einwohnerzahl |
| ---- | ------------- |
| 1948 | 611           |
| 1953 | 598           |
| 1961 | 577           |
| 1971 | 511           |
| 1981 | 457           |
| 1991 | 375           |
| 2002 | 269           |
| 2011 | 222           |

## Belege
- Књига 9, Становништво, упоредни преглед броја становника 1948, 1953, 1961, 1971, 1981, 1991, 2002, подаци по насељима, Републички завод за статистику, Belgrad 2004, ISBN 86-84433-14-9
- Књига 1, Становништво, национална или етничка припадност, подаци по насељима, Републички завод за статистику, Belgrad 2003, ISBN 86-84433-00-9
- Књига 2, Становништво, пол и старост, подаци по насељима, Републички завод за статистику, Belgrad 2003, ISBN 86-84433-01-7